# 梅庵 (南京)
32°03′25″N 118°47′28″E / 32.057°N 118.791°E
梅庵位于中国江苏省南京市四牌楼2号东南大学校园的西北角。“梅庵”本是清末学者、两江师范学堂监督（即校长）、书画家李瑞清的号。1916年，南京高等师范学校校长江谦为纪念李瑞清，以松木原木为梁架，在校园内六朝松以北建起三间茅屋，命名为“梅庵”，门前挂李瑞清手书的校训木匾“嚼得菜根，做得大事”，古琴流派梅庵琴派在这里发源。1933年，梅庵改建为砖混结构，内廊式布局，建筑面积204平方米，柳诒徵书写了匾额，当时是中央大学音乐系的琴房。现在，梅庵是东南大学艺术学院所在地。梅庵1992年被列为南京市文物保护单位，2002年被列为江苏省文物保护单位，2006年作为中央大学旧址的一部分成为全国重点文物保护单位。

## 梅庵与中国共产主义运动
梅庵曾是中国共产主义运动的重要活动场所。
- 1921年7月，恽代英在梅庵召开少年中国学会年会。
- 1922年5月，4月成立的南京社会主义青年团在梅庵开会，通过南京社会主义青年团章程，并决定组织公开的“南京马克思学说研究会”。
- 1923年8月，中国社会主义青年团在梅庵召开第二次全国代表大会，瞿秋白、邓中夏、恽代英、谢远定等出席会议。

## 梅庵与中国近现代艺术教育
梅庵是中国近现代艺术教育的发源地之一。王燕卿曾在南京高等师范学校从事古琴教育，于梅庵授课传艺并修订《龙吟馆琴谱》，开创了梅庵琴派。中央大学时，梅庵内设有音乐系琴房。1990年，张道一在梅庵设立东南大学中国民艺资料馆，陈列来自中国各地的民间工艺品数千件。1994年，张道一在东南大学创建艺术学系，梅庵为艺术学系的系馆。

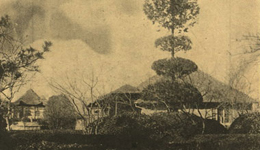
最初的梅庵为茅屋